# Otterup Bold- og Idrætsklub
Otterup Bold og Idrætsklub er en dansk fodboldklub fra Otterup på Nordfyn. Klubben blev stiftet i 1913 og kan således fejre 100 års jubilæum i 2013.
Organiseret fodbold i Otterup startede tilbage i 1906 med en flok unge mennesker, som stiftede en fodboldklub med navnet "Star". Klubben overlevede dog ikke lang tid, og 6 år senere stiftedes den nuværende, Otterup Bold- og Idrætsklub.
I starten af 1950'erne flyttede man til det nuværende stadion. På dette tidspunkt spillede man i 3. Division, hvor man bl.a. spillede mod hold som Frederikshavn, der blandt mange koryfæer havde Guld Harald.
Kampen dengang blev overværet af 3.000 tilskuere, hvilket den dag i dag stadig er stadion-rekord.
OB&IK vandt i 2009 Danmarkserien pulje 2, og dette bevirkede at klubben for første gang siden 1956 optrådte i divisionsfodbold.
Fra 2010 begyndte OB&IK at spille i 2. division Vest på hjemmebanen Otterup Stadion.

## Match-fix mistanke i 2. division vest
Otterup B&IK spillede d. 08 maj 2010 en helt normal divisionskamp mod Ikast. Det blev en kamp som bød på usædvanligt mange mål, hvilket forårsagede mistanker om matchfixing i den nordfynske klubkamp.
En asiatisk mand blev iagttaget yderst aktiv telefonerende samt fotograferende med sin mobiltelefon under det meste af kampen. Da en DBU-repræsentant henvender sig til manden, forstærkes mistanken, og en repræsentant for klubben vælger i fællesskab med DBU-repræsentanten at afhøre ham, hvorefter han bortvises fra stadion.
DBU har udtalt at man er klar over at de danske kampe i især 1. & 2.division er ramt af asiatiske matchfixere. DBU mener dog ikke at denne kamp er en af dem.
Kampen lagde dramatisk ud med en 0-2 føring til gæsterne fra Ikast, inden der reduceredes til 1-3. Ikast lavede endnu et mål og så ved 70. minut ud som sikre vindere af kampen. Ikast laver derpå 3 fatale fejl i forsvaret og lukker OB&IK ind i kampen igen med 3 mål.
Ved 90. minut er stillingen 5-4 til hjemmeholdet, som imidlertid må se Ikast udligne i overtiden.
5-5 blev kampens resultat i 2. division vest, mellem Otterup og Ikast.